# HR 5256
HR 5256 je hvězda spektrální třídy K3 V v souhvězdí Velké medvědice, nacházející se ve vzdálenosti přibližně 32,9 světelných let od Slunce. Se zdánlivou jasností +6,52 se pohybuje na samé hranici viditelnosti pouhým okem.

## Fyzikální charakteristiky
HR 5256 je běžná hvězda hlavní posloupnosti typu K3 V. Její hmotnost dosahuje asi 0,82 násobku hmotnosti Slunce, poloměr přibližně 78 % slunečního a povrchová teplota kolem 4 811 K. Zářivý výkon představuje zhruba 28 % sluneční svítivosti.

## Pohyb a budoucí přiblížení
Hvězda se vůči Slunci pohybuje radiální rychlostí −26,4 km/s. Odhady ukazují, že přibližně za 333 000 let mine Slunce ve vzdálenosti asi 3,9 parseku (přibližně 12,7 světelných let).

## Další označení
Kromě názvu HR 5256 (podle Bright Star Catalogue) je hvězda uváděna také jako HD 122064, HIP 68184, BD+62°1325 či SAO 16230.